# Bispegården, Köpenhamn

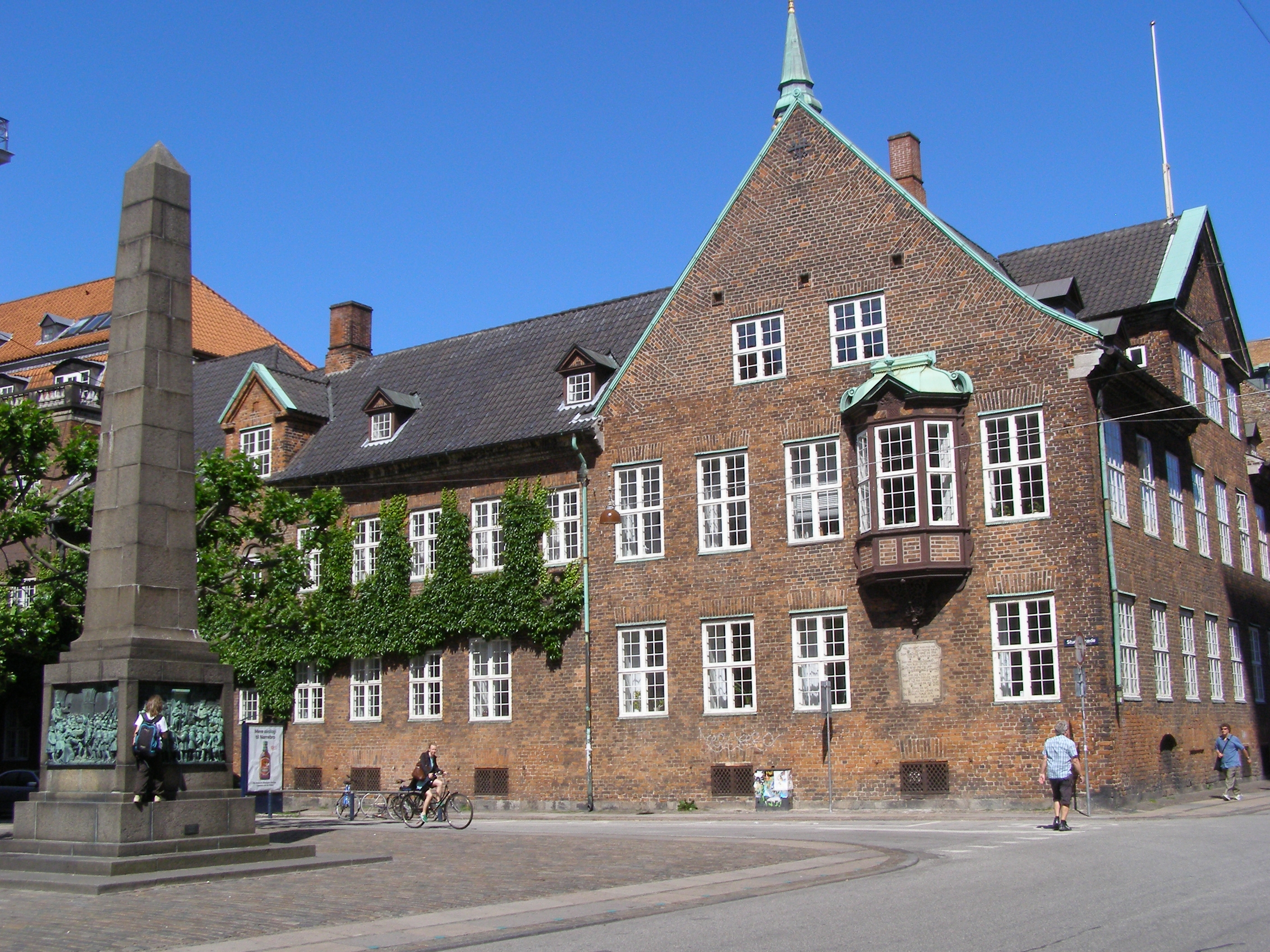
Bispegården med Bispetorv i förgrunden. Reformationsmonumentet til vänster restes 1943.

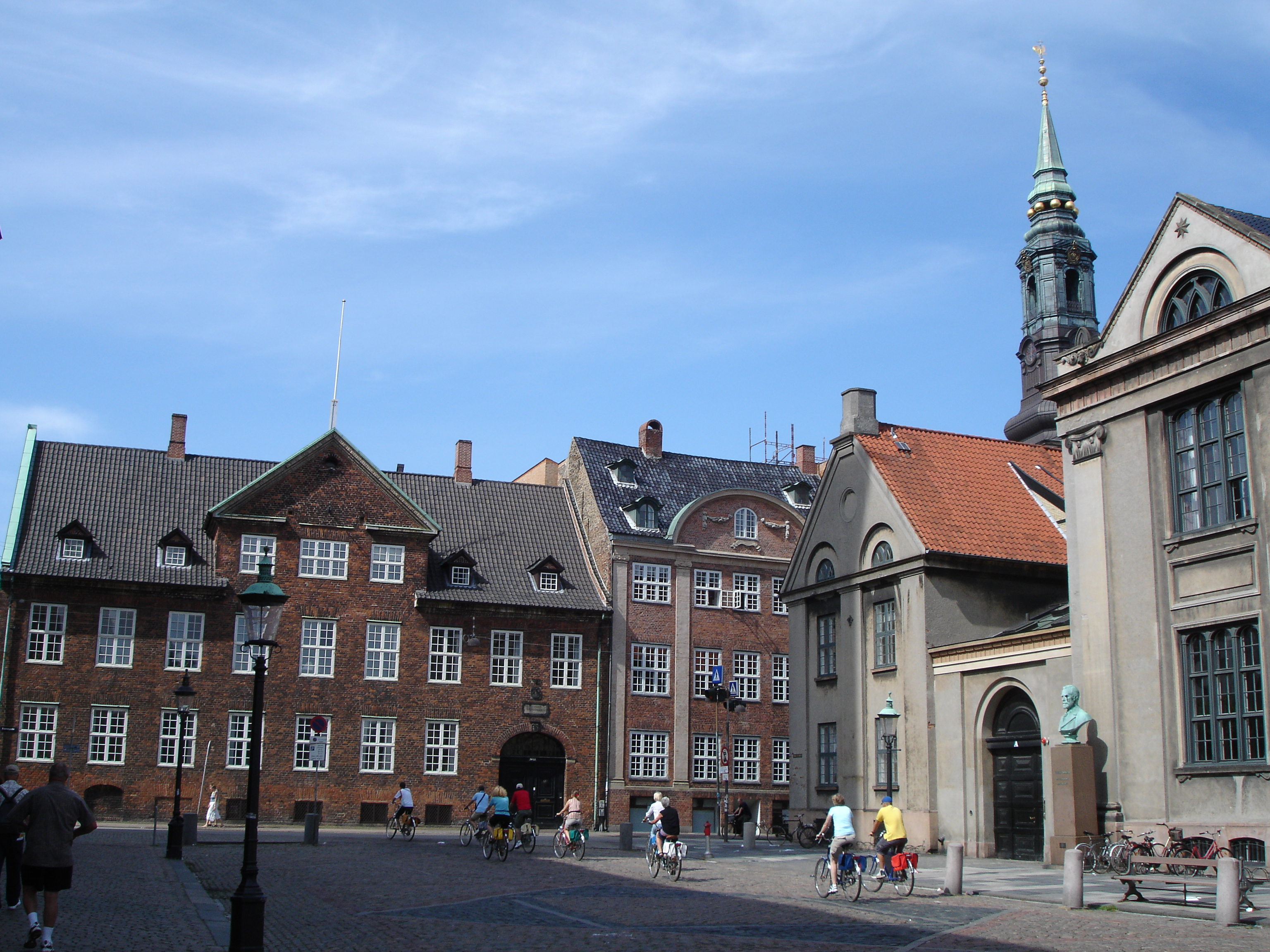
Bispegården sedd från Frue Plads med universitetet till höger

Bispegården är residens och kontor för Köpenhamns biskop. Den ligger i hörnet av Nørregade och Studiestræde nära domkyrkan Vor Frue Kirke och Frue Plads i Köpenhamns Indre By. Det lilla Bispetorv tvärs över Studiestræde har sitt namn efter byggnaden. 

## Historik
Bispegården står där det andra av Köpenhamns sex rådhus i tidsordning uppfördes omkring 1400. Detta var en byggnad med fyra byggnadskroppar i gotisk stil. Ett nytt rådhus blev färdigt 1479 vid det närliggande Gammeltorv, varefter det tidigare rådhuset övertogs av det samma år inrättade Köpenhamns universitet.
Vid denna tid hade den katolska biskopen för Roskilde stift sitt palats vid Frue Plads på andra sidan av gatan, där det hade uppförts efter det att biskop Henrik Gertsen hade överlämnat Absalons borg på Slotsholmen till kung Valdemar Atterdag 1350. Efter reformationen  övertogs universitets byggnad av den nya protestantiska biskopen över Själlands stift, medan universitetet flyttade in i det gamla biskopspalatset. Roskilde Domkirke fortsatte dock att vara stiftssäte, liksom det hade varit under den katolska tiden. Först med delningen av Själlands stift i Roskilde stift och Köpenhamns stift blev Vor Frue Kirke domkyrka.
Bispegården brann ned i Köpenhamns brand 1728, men återuppbyggdes 1731–1732 på samme ställe i mindre storlek efter ritningar av byggmästaren Lars Erichsen.
År 1896 genomfördes en omfattande renovering och ombyggnad under arkitekten Martin Nyrop.

## Arkitektur och utsmyckning
Bispegården består av två byggnadskroppar och är uppfört i röd tegelsten med tak med svart taktegel. Mot gården är väggarna i korsvirke.
Vid renoveringen 1896 satte Martin Nyrop upp en karnap på den södra fasaden. På minnestavlan finns en av Nyrop författad text om platsens historia: 
Helt rædsomt man med mig i Tiden monne raade:
Som Raadhus først jeg stod vor By til Gavn og Baade. 1479.
Saa var jeg Studiegaard, men blev, da her i Landet Guds rene Ord fik Løb, til Bispegaard omdannet. 1537.
Det har jeg siden da igiennem Sekler været, skiønt Ild mig hærget har og Ild har paa mig tæret. 1728.
Nu er i stand jeg sat, Gud lad mig længe staa og skærm i Naade dem, som Bolig i mig faa. 1896
Över entrén finns Peder Palladius sigill och motto. Palladius var den första protestantiska biskopen som bodde i huset.